# Nicky Butt
Nicky Butt (Gorton, 21. siječnja 1975.), umirovljeni je engleski nogometaš koji je karijeru završio u klubu iz Hong Konga South China. Prije toga bio je član Manchester Uniteda, Newcastle Uniteda i Birmingham Cityja.

## Karijera
Nicky Butt rođen je u Gortonu, gradiću u blizini Manchestera. Svoju nogometnu karijeru započeo je u Manchester Unitedu, a za prvu momčad je debitirao u sezoni 1992./93. Nakon što je Paul Ince otišao u Inter Milano Nicky Butt počinje biti standardan prvotimac. S Manchester Unitedom osvaja mnoge titule, a među najvrijednijima je ona Lige prvaka iz 1999. godine. U siječnju 2004. prelazi u Newcastle United za 2,3 milijuna funti. Ubrzo nakon dolaska u Newcastle se ozljeđuje na duže vrijeme. Sljedeće sezone (2005./06.) zbog velike konkurencije u sastavu Newcastlea odlazi na jednogodišnju posudbu u Birmingham City F.C. 2007. godine je dobio nagradu za najboljeg igrača Newcastle Uniteda. 
Za Englesku debitira u sezoni 1996./97. protiv Meksika. Nastupao je na dva velika natjecanja Svjetskom prvenstvu 2002. i Euru 2004. godine. Sakupio je ukupno 39 nastupa za englesku reprezentaciju, ali niti jednom nije zabio pogodak.

## Uspjesi
Manchester United:
- Premiership (6): 1995./96., 1996./97., 1998./99., 1999./2000., 2000./01., 2002./03;
- FA kup (3): 1995./96., 1998./99., 2003./04.;
- FA Youth Cup (1): 1991./92.
- FA Community Shield (3): 1996., 1997., 2003.;
- UEFA Liga prvaka (1): 1998./99.
- Europski superkup (1): 1999.
- Interkontinentalni kup: 1999.

 Newcastle United:
- Intertoto kup: 2006.

## Vanjske poveznice
- Profil[neaktivna poveznica]  soccerbase.com
- Profil 2 thefa.com